# Con Dao

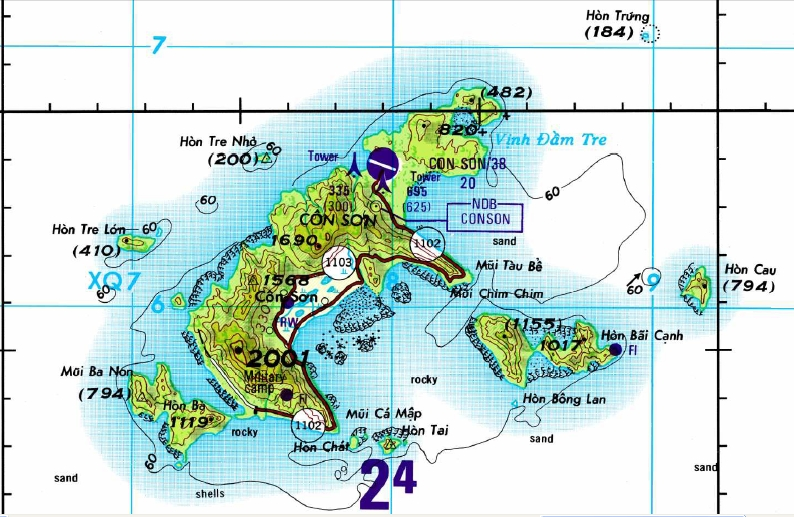
Karta över Con Dao-öarna.

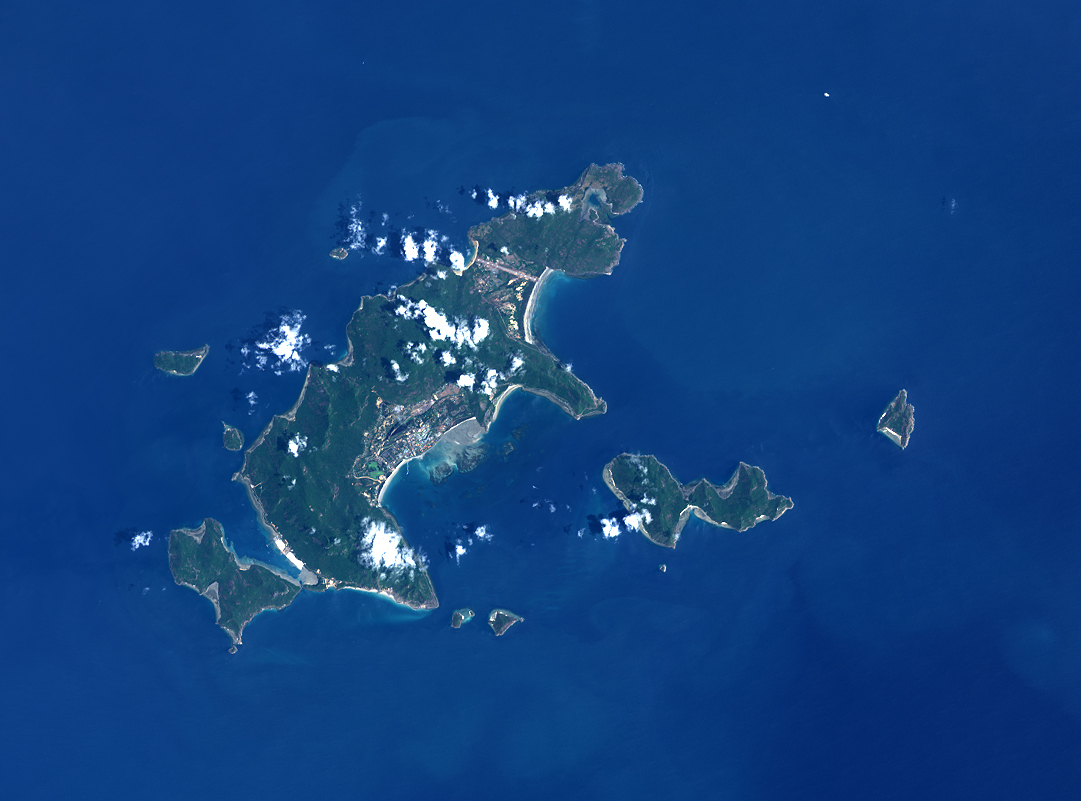
Satellitbild över ögruppen.

Con Dao är en ögrupp i Sydkinesiska havet belägen cirka 80 km utanför floden Mekongs delta i södra Vietnam. Ögruppen består av 16 öar, varav de flesta är små och obebodda och några är mycket små. Den största av öarna i ögruppen, och den ö där nästan alla av ögruppens cirka 6 000 invånare bor, är Con Son. Öns huvudstad heter Con Son, som ön, och där ligger även en lokal flygplats. Flyg till Con Dao går från Ho Chi Minh City och färja till Con Dao går från Vung Tau.
Cirka tvåtredjedelar av ögruppen ingår idag i Con Dao nationalpark. 

## Bildgalleri

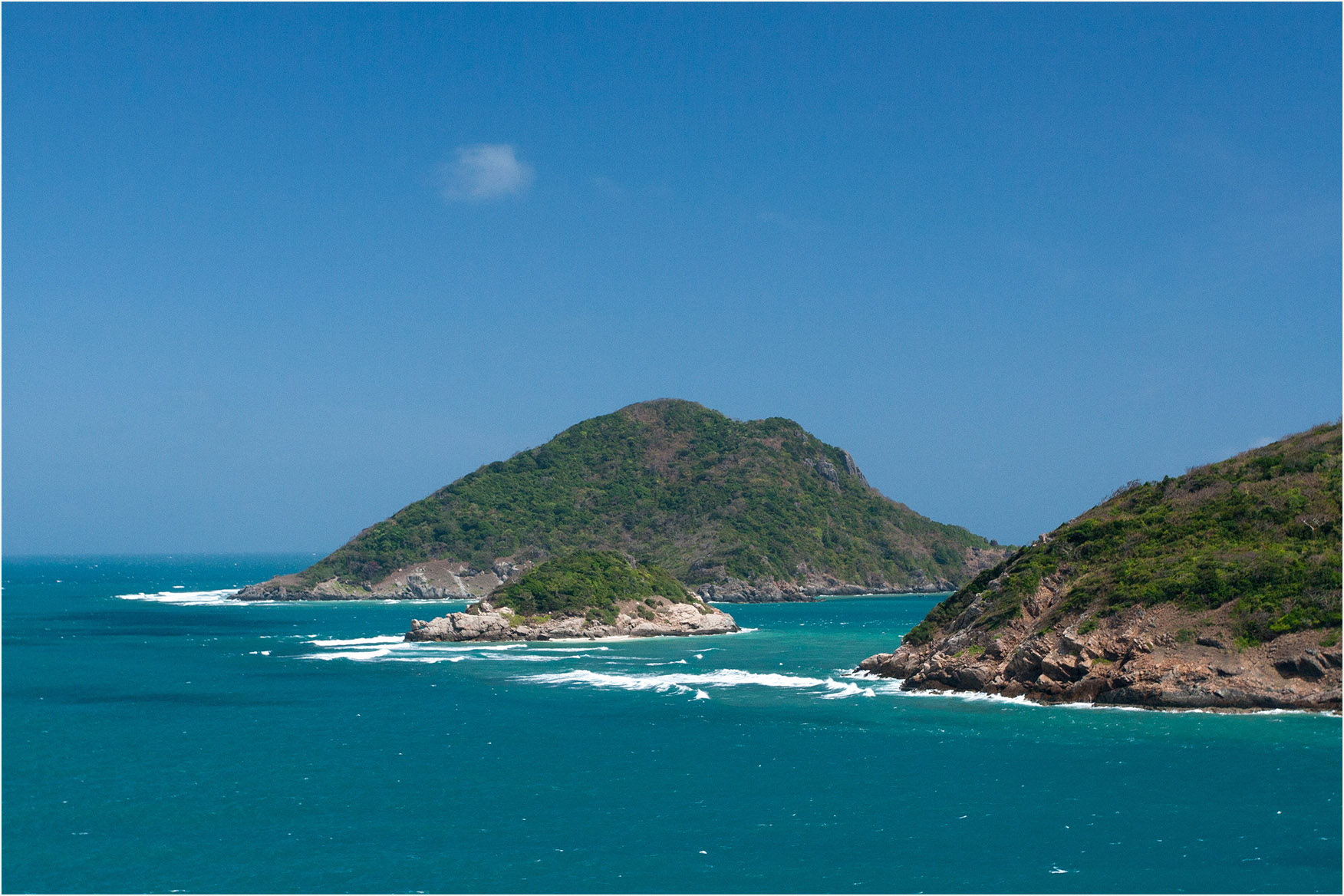
En del av ögruppens kustlandskap.
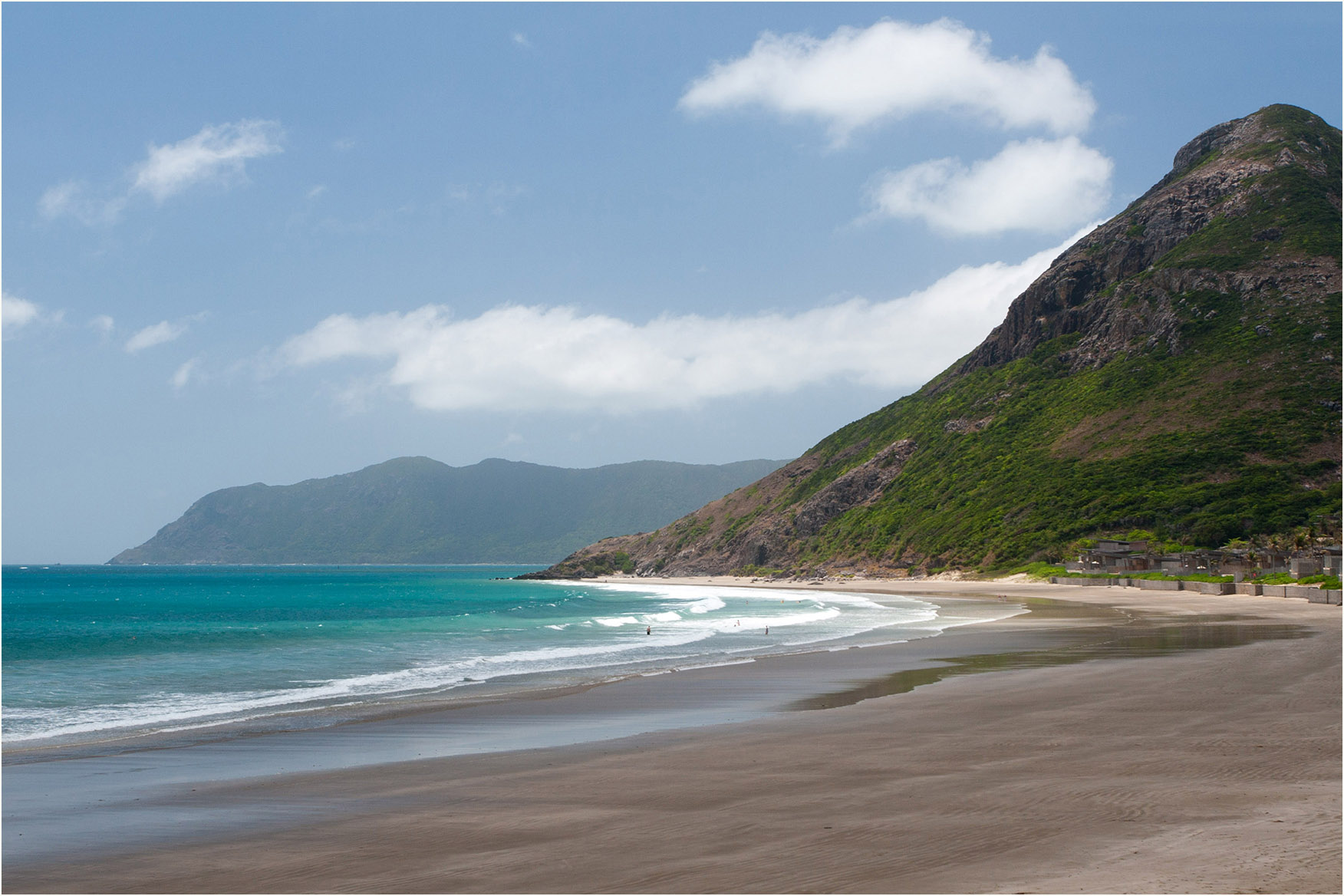
Strand i Con Dao.
Con Dao-fängelset.
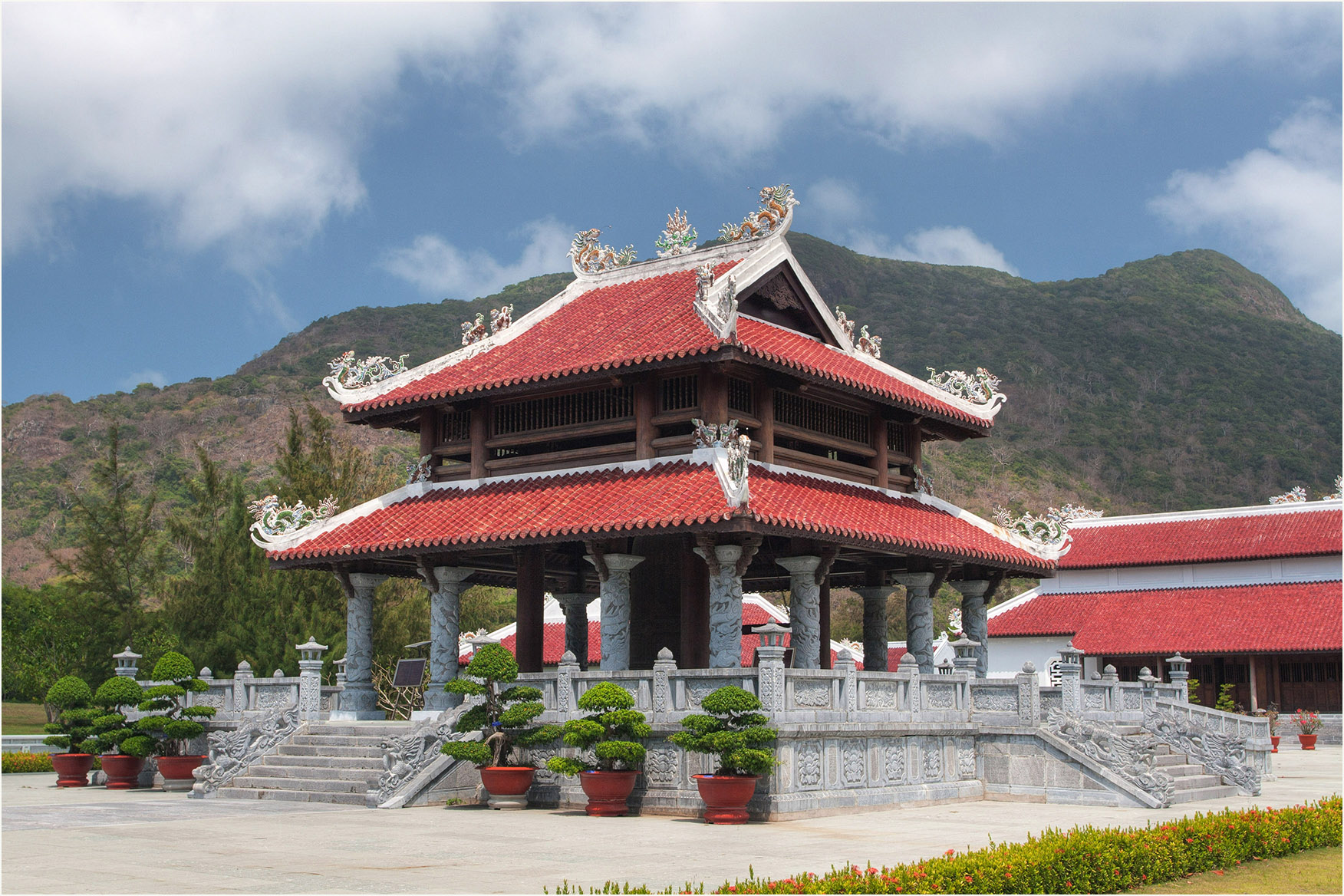
Del av tempel.